# Meseta Ibérica
A Meseta Ibérica é uma reserva da biosfera transfronteiriça situada entre Portugal e Espanha, declarada a 9 de junho de 2015 pela Organização das Nações Unidas para a Educação, a Ciência e a Cultura. Abrange uma área de 1 132 606 hectares (11 326 km²), em oitenta e sete cidades dos distritos portugueses de Bragança e da Guarda, e das províncias espanholas de Salamanca e Samora.
Em Espanha a declaração da reserva foi publicada pela resolução de 16 de julho de 2015 no Boletim Oficial do Estado de 27 de agosto do mesmo ano.
A reserva, cuja altitude varia entre cem e dois mil metros acima do nível do mar, inclui vários espaços protegidos, onde destacam-se os parques naturais das Arribas do Douro e do Lago de Sanábria e Serras Segundeira e do Porto no território espanhol e do Douro Internacional no território português, assim como vários espaços da Rede Natura 2000, como os desfiladeiros do Douro, as lagoas de Villafáfila, a serra da Cobra e a Paisagem Protegida da Albufeira do Azibo, entre outros. A zona abriga espécies de animais como a cegonha-preta, o abutre-do-egito, a águia-perdigueira, o bufo-real e o lobo-ibérico.
A população dentro dos limites da reserva é de cerca de trezentas mil pessoas. Há vestígios romanos e medievais.